# Славиша Жунгул
Славиша Жунгул (сербохорв. Slaviša Žungul; нар. 28 липня 1954, Пожареваць) — югославський футболіст, що грав на позиції нападника.
Виступав за «Хайдук» (Спліт), з яким став дворазовим чемпіоном Югославії та чотириразовим володарем Кубка Югославії, а також національну збірну Югославії, з якою брав участь у чемпіонаті Європи 1976 року. 1978 року Жунгул втік до США, де став найкращим гравцем в історії MISL.

## Клубна кар'єра

### Ранні роки
Народився під іменем Славиша Іванович у Пожареваці, але його біологічний батько помер, коли Славиша був ще немовлям. Його мати Даніка швидко вийшла заміж повторно та переїхала до Каштел-Лукшича поблизу Спліта, де майбутній футболіст отримав прізвище свого вітчима.

### «Хайдук»
У дорослому футболі дебютував 1972 року виступами за команду «Хайдук» (Спліт), в якій провів сім сезонів, взявши участь у 178 матчах чемпіонату. Більшість часу, проведеного у складі «Хайдука», був основним гравцем атакувальної ланки команди і одним з головних бомбардирів команди, маючи середню результативність на рівні 0,46 гола за гру першості, а також став одним із лідерів команди. За цей час двічі виборював титул чемпіона Югославії та чотири рази ставав володарем Кубка Югославії.
Коли Славиші виповнилося 24 роки, популярність Жунгула була такою, що він почав отримувати вигідні пропозиції від клубів NASL у Сполучених Штатах. Однак югославські спортивні правила того часу передбачали, що гравці не можуть переходити за кордон, доки не завершать обов'язкову службу в Югославській народній армії (ЮНА) і не досягнуть 28 років. У деяких випадках надавалися винятки, щоб перехід гравця був дозволений у календарному році, протягом якого йому виповнюється 28 років, або навіть на рік раніше, але у той час двадцятичотирьохрічний Жунгул був ще за багато років від того, щоб навіть подумати про переїзд за кордон, він ставав у дедалі гірших стосунках із керівництвом «Хайдука».
3 грудня 1978 року Жунгул зіграв в останньому матчі чемпіонату за «Хайдук» перед зимовою перервою сезону 1978/79 проти «Сараєво» з рахунком 5:0 і забив двічі, таким чином збільшивши свою кількість голів за півсезону до 12. Після цього він попросив керівництво клубу дозволити йому поїхати до Нью-Йорка на кілька тижнів, щоб супроводжувати свою дівчину-співачку Моні Ковачич і там візьме участь у кількох показових футбольних матчах у приміщенні, щоб залишатися в конкурентній формі до відновлення сезону. Не підозрюючи нічого поганого, «Хайдук» дав дозвіл. Насправді, через співвітчизника Драгана Поповича, Жунгул вже домовився про контракт із новоствореною командою «Нью-Йорк Ерроуз», яку тренував Попович, з нещодавно запущеної Major Indoor Soccer League (MISL). Ідея Жунгула полягала в тому, щоб втекти з Югославії, спочатку зіграти в міні-футбол у MISL, а потім переключитися на «справжній футбол» у NASL, оскільки Жунгул порушив умови контракту з «Хайдуком», ФСЮ звернувся до ФІФА і нападнику було заборонено виступати за будь-який клуб з великого футболу в будь-якій країні-члені ФІФА.

### Виступи у MISL
Дебютувавши у стартовій грі сезону за «Ерроуз» у «Нассау Колізеум», він одразу підтвердив свої бомбардирські результати, забивши чотири голи і у сезоні 1978/79 років він посів друге місце після Фреда Гргурєва, а «Ероуз» виграли титул. У своєму другому сезоні 1979/80 Зунгул очолив рейтинг MISL за кількістю забитих голів, привівши свою команду до другого титулу поспіль у лізі та вигравши нагороду MVP ліги. У сезоні 1980/81 Зунгул досяг дивовижного результату, забивши 108 голів у 40 іграх, в той час як другий бомбардир Вік Девідсон з «Фенікс Інферно» забив лише 50 голів. За це Зунгул заробив своє прізвисько «Lord of All Indoors», яке вперше дав йому письменник Sports Illustrated Дж. Д. Рід. «Ерроуз» знову виграли титул (третій поспіль), а Зунгул став MVP турніру другий сезон поспіль.
Зунгул забив ще 103 голи в наступному сезоні 1981/82, привівши команду до ще одного чемпіонського титулу, розділивши нагороду MVP ліги разом із польським форвардом Стеном Терлецьким. Весь цей час Зунгул намагався всіма доступними законними шляхами отримати дозвіл грати у великий футбол. Він подав справу до Верховного суду Сполучених Штатів і нарешті зумів отримати ліцензію на гру в футбол.
У сезоні 1982/83 років він розпочав кампанію за «Ероуз», але команда була в занепаді, а його результативність дещо впала порівняно з попереднім сезоном. Коли Жунгулу було 28 років, і в січні 1983 року він попросив збільшити свою річну зарплату на 150 000 доларів, знаючи, що фінансово скрутне керівництво не може собі дозволити. В результаті клуб змушений був обміняти Жунгула на Гері Етерінгтона та Гордона Хілла з «Голден Бей Ерзквейкс» з Північноамериканської футбольної ліги (NASL), яка грала сезон 1982/83 у MISL як гостьова команда.
Тепер заборона ФІФА знову стала проблемою, і ФСЮ підключилася, вимагаючи залишити заборону гравцю грати у футбол в силі, втім клуб відмовився виконувати цю вимогу, посилаючись на рішення Верховного суду США, завдяки чому гравець знову отримав свій шанс у грі в відкритий футбол після чотирьох років перерви.

### Повернення до футболу
Виступаючи за «Голден Бей Ерзквейкс» у NASL, він в обох сезонах 1983 та 1984 роках потрапляв до матчу всіх зірок, при цьому в 1984 році він отримав звання MVP NASL. Того року Зунгул забив 20 голів і віддав 10 результативних передач у 24 іграх, але по завершенні сезону NASL припинила своє існування.

### Завершення кар'єри
Після закриття NASL в кінці сезону 1984 року, Жунгул повернувся до Major Indoor Soccer League і перейшов у «Сан-Дієго Сокерз». У 1985 і 1986 роках він знову ставав найкращим бомбардиром чемпіонату. 5 лютого 1986 року «Сокерз» продали Жунгула в «Такому Старз», де він грав з 1986 по 1988 рік, після чого повернувся в «Сокерз», де завершив свою кар'єру в 1990 році. В результаті Славиша є найкращим бомбардиром MISL в історії за кількості голів (652), асистів (471) та системою гол+пас (1123).

## Виступи за збірну
Жунгул провів 2 матчі за юнацьку та один за молодіжну збірну Югославії.
28 вересня 1974 року дебютував в офіційних матчах у складі національної збірної Югославії, вийшовши на заміну в перерві товариської зустрічі зі збірною Італії (1:0).
У складі збірної був учасником чемпіонату Європи 1976 року в Югославії, де зіграв в обох матчах своєї команди та посів разом із нею 4-е місце на турнірі.
Загалом протягом кар'єри в національній команді, яка тривала 5 років, до втечі до США, провів у її формі 14 матчів.

## Титули і досягнення

### Командні
- Чемпіон Югославії (2):

«Хайдук» (Спліт): 1973/74, 1974/75
- Володар Кубка Югославії (4):

«Хайдук» (Спліт): 1973, 1974, 1975/76, 1976/77
- Переможець Major Indoor Soccer League (8):

«Нью-Йорк Ерроуз»: 1978/79, 1979/80, 1980/81, 1981/82
«Сан-Дієго Сокерз»: 1985/86, 1985/86, 1988/89, 1989/90

### Особисті
- Найкращий гравець MISL: 1985, 1986
- Найкращий бомбардир MISL: 1985(68 голів), 1986(55 голів)
- Найкращий асистент MISL: 1985(68 асистів), 1986(60 асистів)